# كهبل
كَهْبَل أو الديتار (الاسم العلمي:Detarium) هو جنس من النباتات يتبع الفصيلة البقولية من رتبة الفوليات.

## أنواع الديتار
- ديتار كبير الثمار
- ديتار صغير الثمار
- ديتار سنغالي
- ديتار شوفالييري